# 어깨동무 (잡지)
어깨동무는 1967년부터 1987년까지 발행된 어린이를 대상으로 한 종합 월간 잡지로, 《소년중앙》, 《새소년》하고 트로이카를 이루었다. 
1967년 1월 어깨동무사(육영재단)에서 창간하였으며, 1987년 5월에 폐간되었다.
내용으로는 창작 연재 만화와 소설, 읽을거리와 상식, 독자들의 투고로 구성되었으며, 인기 있는 만화나 동화만을 실은 별책 부록, 특별 부록 등을 제공하였다. 
자매지로 미취학 아동이나 유치원생을 대상으로 한 《꿈나라》하고 만화잡지 《월간 보물섬》이 있다.

## 연재된 주요 작품
- 고유성 - 《로보트킹》, 《번개기동대》
- 김원빈 - 《주먹대장》
- 신문수 - 《도깨비감투》, 《원시소년 똘비》
- 윤승운 - 《요철발명왕》
- 이상무 - 《울지 않는 소년》, 《아홉개의 빨간모자》
- 허영만 - 《쇠퉁소》

## 같이 보기
- 소년중앙
- 새소년
- 보물섬
- 소년생활
- 새소년 클로버문고
- 생각쟁이